# بهشت یا جهنم (آلبوم)
بهشت یا جهنم (به انگلیسی: Heaven or Hell) نخستین آلبوم استودیویی از رپر و خوانندهٔ آمریکایی دان تالیور می‌باشد در ۱۳ مارس سال ۲۰۲۰ از سوی کاکتوس جک و آتلانتیک رکوردز منتشر گردید.